# Symplecta alexanderi
Symplecta alexanderi är en tvåvingeart som först beskrevs av Evgenyi Nikolayevich Savchenko 1973.
Symplecta alexanderi ingår i släktet Symplecta och familjen småharkrankar. Inga underarter finns listade i Catalogue of Life.